# Лерхе, Фёдор Фёдорович
Фёдор Фёдорович Лерхе (при рождении Фридрих Лерхе нем. Friedrich Lerche; 1828—1899) — юрист, член Императорского Сената Финляндии, глава канцелярии генерал-губернатора Финляндии; действительный статский советник.

## Биография
Родился 28 февраля (11 марта) 1828 года в Санкт-Петербурге. Его родителями были купец Фридрих Адольф Лерхе (1798—1859) и Каролина Лесциг (1804—1864).
В 1846 году окончил гимназию, а в 1852 году — юридический факультет Гельсингфорского Александровского университета.
Поступил на службу в Выборгскую губернию, где длительное время служил архитектором его дядя Карл Лесциг. С 7 июня 1852 служил в канцелярии Выборгского гофгерихта; в 1853 году перешёл в канцелярию генерал-губернатора, где прошёл всю карьерную лестницу до директора включительно с 1874 года. С 1882 по 1891 год был членом экономического департамента Финляндского Сената; с 1 апреля 1879 года — действительный статский советник; был награждён орденами Св. Владимира 3-й ст. (1882), Св. Станислава 1-й ст. (1883), Св. Анны 1-й ст. (1899).
Изучил стенографию и был стенографистом сословного сейма 1867 года.
В 1891 году вышел в отставку.
Умер 6 апреля 1899 года[по какому календарю?] в Гельсингфорсе.

## Семья
С 18 апреля 1865 года был женат на Марии Карловне Мейнард (1835—1916). Их сыновья:
- Чарли Рикард Фредрик Лерхе (1873—1930), управляющий филиалом, казначей Финской ассоциации производителей бумаги
- Герман Лерхе (1875—1955), инженер, управляющий директор
- Леопольд Лерхе (1877—1927), бизнесмен.